# Championnat de Corée du Sud féminin de football 2022
 (juin 2023).
Navigation
WK-League 2021 WK-League 2023
Le Championnat de Corée du Sud féminin de football 2022, ou WK-League 2022, est la 14e saison du Championnat de Corée du Sud féminin de football. Les Incheon Hyundai Steel Red Angels sont les tenants du titre.

## Organisation
La WK-League est une ligue fermée. Aucune équipe n'a donc été promue ni reléguée.
Les huit équipes s'affrontent d'abord dans une poule unique, lors de laquelle les équipes s'affrontent quatre fois. À l'issue de cette saison régulière, l'équipe la mieux classée est directement qualifiée pour le Championship, c'est-à-dire la finale de WK-League, tandis que les équipes classées en deuxième et troisième position s'affrontent lors d'un match sec de play-offs. Le Championship est alors joué en match aller-retour. 
Chaque club peut recruter jusqu'à quatre joueuses extra-communautaires, à l'exception du Boeun Sangmu, qui est un club militaire et ne peut donc recruter que des joueuses sud-coréennes. 
En raison de la pandémie de Covid-19, la saison régulière est réduite à 21 journées, comme lors de la saison précédente, chaque équipe affrontant toutes les autres trois fois.

## Participantes
| \| Boeun Sangmu Séoul WFC Changnyeong WFC Incheon · Red Angels Suwon UDC Sejong Sportstoto Hwacheon KSPO Gyeongju KHNP \| Localisation des clubs engagés dans le championnat. |
| Boeun Sangmu Séoul WFC Changnyeong WFC Incheon · Red Angels Suwon UDC Sejong Sportstoto Hwacheon KSPO Gyeongju KHNP                                                           |

| Équipe                           | Ville       | Stade                             | Capacité | Class. 2021 |
| -------------------------------- | ----------- | --------------------------------- | -------- | ----------- |
| Boeun Sangmu                     | Boeun       | Boeun Stadium                     | 6,000    | 6e          |
| Changnyeong                      | Changnyeong | Changnyeong Sports Park           | 2,500    | 8e          |
| Sejong Sportstoto                | Sejong      | Sejong Central Park               |          | 7e          |
| Gyeongju KHNP                    | Gyeongju    | Gyeongju Civic Stadium            | 12,199   | 2e          |
| Hwacheon KSPO                    | Hwacheon    | Hwacheon Stadium                  | 3,000    | 5e          |
| Incheon Hyundai Steel Red Angels | Incheon     | Incheon Namdong Asiad Rugby Field | 5,078    | 1er         |
| Séoul WFC                        | Séoul       | Hyochang Stadium                  | 15,194   | 4e          |
| Suwon UDC                        | Suwon       | Suwon Sports Complex              | 11,808   | 3e          |

## Compétition

### Saison régulière
| Rang | Équipe             | Pts | J  | G  | N | P  | Bp | Bc | Diff |
| ---- | ------------------ | --- | -- | -- | - | -- | -- | -- | ---- |
| 1    | Incheon Red Angels | 46  | 19 | 14 | 4 | 1  | 39 | 13 | +26  |
| 2    | Gyeongju KHNP      | 43  | 19 | 13 | 4 | 2  | 39 | 18 | +21  |
| 3    | Hwacheon KSPO      | 34  | 19 | 9  | 7 | 3  | 34 | 19 | +15  |
| 4    | Suwon UDC          | 31  | 19 | 8  | 7 | 4  | 32 | 23 | +9   |
| 5    | Séoul WFC          | 22  | 19 | 6  | 4 | 9  | 28 | 36 | -8   |
| 6    | Changnyeong        | 16  | 19 | 5  | 1 | 13 | 20 | 39 | -19  |
| 7    | Boeun Sangmu       | 10  | 19 | 2  | 4 | 13 | 13 | 35 | -22  |
| 8    | Sejong Sportstoto  | 9   | 19 | 2  | 3 | 14 | 17 | 39 | -22  |

### Demi-finale
|  |  | –   |
|  |  | (-) |

### Finale
Match aller
|  |  | –   |
|  |  | (-) |

Match retour
|  |  | –   |
|  |  | (-) |

| Vainqueur de la WK-League 2022 |
| ------------------------------ |
|                                |

## Statistiques individuelles
Source.

### Meilleures buteuses
|    | Joueuse       | Club                  | Buts |
| -- | ------------- | --------------------- | ---- |
| 1. | Moon Mi-ra    | Suwon UDC WFC         | 10   |
| 2. | Josée Nahi    | Gyeongju              | 8    |
| 3. | See Ji-Yeon   | Gyeongju              | 7    |
| 4. | Choi Yu-Ri    | Incheon Hyundai Steel | 7    |
| 5. | Chae-Rim Kang | Incheon Hyundai Steel | 6    |